# Vardanes II Mamiconi
Vardanes II Mamiconi fou príncep de la casa dels Mamiconis d'Armènia, i cap de la revolta nacional contra la imposició del mazdaisme pels perses el 450-451.
Era fill d'Hamazaspes Mamiconi i de Sahakanuix, i pert tant net del pare de la darrera, el patriarca sant Isaac.
El 421 els armenis van aprofitar la guerra civil a Pèrsia per a revoltar-se sota la direcció de Narses Djidjrakatsi i van expulsar a les guarnicions perses, però els nakharark no es van avenir entre ells i cadascun va governar les seves terres durant uns tres anys. Sant Isaac va enviar el seu net a demanar ajuda a l'Imperi Romà d'Orient sense èxit. Vers el 423 els nakharark van demanar al rei Bahram que els donés com a rei a Artaxes, el fill de Vahram-Shapuh. Segurament fou sant Isaac, que va fer la petició i segons Moisès de Khorèn la delegació la formaven el seu net Vardanes II Mamiconi i el cap de la cavalleria Simbaci Bagratuní. Bahram va accedir i el jove príncep (d'uns 18 anys) fou proclamat rei sota el nom d'Artaxes IV d'Armènia.
Vardanes va acompanyar el seu avi a Pèrsia quan aquest fou cridat per Bahram V, i deposat, el 428. Vardanes va quedar presoner a Pèrsia.
El 432 el rei Bahram V va accedir a alliberar Vardanes Mamiconi i a Gazavon el jove de la família de Shirak, que foren restituïts en els seus honors.
El 450 Vardanes II Mamiconi, va anar a Constantinoble per no haver-se de convertir al mazdaisme, però quan estava de camí el marzban Vasaces de Siània el va fer cridar i va tornar. Baanes Amatuni li demanava que agafés la direcció de la revolta que Vasaces no podia agafar perquè tenia dos fills com a ostatges. Finalment Vardanes va anar a Ankl (Àngel) on ja havia esclatat una revolta cristiana local, i va decidir encapçalar l'aixecament. Les forces dels nakharark que es van unir a la rebel·lió es van concentrar a Shahapivan. Vasaces va quedar sorprès per l'amplada de l'aixecament, i es va veure forçat a unir-se als revoltats. Els mags foren arrestats arreu i molts executats i les guarnicions foren sorpreses i massacrades. Entre les ciutats preses pels rebels hi havia Artataxa, Oixakan, Van i d'altres.
Els perses van reaccionar i un exèrcit que estava a la regió de Derbent lluitant contra els huns es va desplaçar cap Armènia i es va acantonar a Aghuània, a la frontera amb terres armènies. Per la seva banda els rebels van demanar ajuda a l'Imperi Romà d'Orient on Marcià acabava de succeir a Teodosi II. Tanmateix, Marcia, sota consell del cap de la milícia d'orient, Anatol, i del comites d'orient (amb seu a Antioquia) Florentius, va preferir mantenir la neutralitat, enfrontat com estava als huns (acampats a Hongria i Romania).
Els rebels es van organitzar en tres exèrcits: el primer a les ordres de Nershapuh Remposian, s'encarregaria de defensar el sud-est (districtes d'Her i Zaravand); el segon, sota ordres de Vardanes Mamiconi, el nord-est, a tocar d'Aghuània; i el tercer va quedar a les ordres de Vasaces de Siània. Les forces del darrer estaven formades pels nakharar més indecisos (Bagratuní, Khorkhoruni, Apahuni, Vahevuní, Paluni, Gabelian i Urdz).
Els perses van entrar al país creuant el Kura i van acampar a la riba del Khalkhal, encara a l'Aghuània. Allí els va atacar Vardanes que els va derrotar. Vardanes va perseguir els perses fins a Derbent, d'eon va expulsar la guarnició persa, i que va entregar als aghuans. Un tractat d'amistat fou signat amb els huns que dominaven des del Caucas fins a la Gàl·lia.
Tanmateix, mentre Vasaces va trair als rebels amb una part de la noblesa i va fer ostatges entre les cases més hostils, com els Mamiconis i els Camsaracans, ostatges que va tancar en alguna fortalesa de Siunia. Vasaces dominava Garni (prop d'Erevan), Oshakan, Armavir i Artaxata.
En tornar Vardanes, Vasaces va evacuar la regió que dominava, bàsicament l'Airarat, i es va retirar a la Siunia, que l'any següent va ser envaïda per Vardanes (451). Vasaces va passar a Pèrsia. Es va entrevistar amb Yazdgard II i va aconseguir un edicte de tolerància i una amnistia pels rebels, i així va tornar a Armènia on molts nakharark es van passar al seu bàndol (Reixtuní, Khokhoruni, Vahevuní, Bagratuní, Apahuni, Gabelian, Urdz, Baluni i Aamatuni).
Els perses però no van tardar a enviar un exèrcit a Armènia (maig del 451) per a liquidar els rebels de Vardanes. Van creuar el Kura i van entrar a Phatakaran, encara en territori d'Aghuània. Vardanes va donar la direcció de les famílies traïdores a germans, fills o nebots que estaven disposats a seguir-lo. Els perses van passar poc després a territori armeni pel sud-est, districtes d'Her i Zarevand. Vardanes els va sortir a l'encontre i la batalla decisiva es va lliurar a la vora del Artaz, prop de la vila d'Avarair (2 de juny de 451). A la batalla, que fou guanyada pels perses, va morir Vardanes que fou guanyada pels perses. Son germà Hemaik Mamiconi va morir uns mesos després quan encapçalava la rebel·lió a la regió de Taiq. La direcció de la família va passar a Baanes II, Vasaces II i Artaxes (fills d'Hemaik) i als germans Hamazaspes, Artavàs i Musel (fills de Vartan II), tots presoners a Pèrsia.